# Dead Dead Demon's Dededededestruction
Dead Dead Demon's Dededededestruction (デッドデッドデーモンズデデデデデストラクション?, Deddo Deddo Dēmonzu De De De De Desutorakushon) è un manga scritto e disegnato da Inio Asano. In Giappone è stato serializzato dal 28 aprile 2014 al 28 febbraio 2022 sulla rivista Big Comic Spirits di Shōgakukan.
In Italia è stato distribuito dalla Panini Comics sotto l'etichetta Planet Manga dal 23 febbraio 2017 al 29 settembre 2022.

## Trama
Sono passati tre anni da quando un enorme disco volante, seguito da alcuni ufo più piccoli, ha distrutto buona parte della città di Tokyo. L'astronave madre da allora è rimasta sospesa su Shibuya, ma gli abitanti, tra cui Kadode Koyama e le sue amiche, sembrano aver ripreso la loro vita di sempre.

## Media

### Manga
Il manga, scritto e disegnato da Inio Asano, è stato annunciato per la prima volta con il titolo provvisorio Honobono fūfu (ほのぼの夫婦? lett. "Coppia dal cuore tenero"). In seguito è stato serializzato dal 28 aprile 2014 al 28 febbraio 2022 sulla rivista Big Comic Spirits edita da Shogakukan. I vari capitoli sono stati raccolti in dodici volumi volumi tankōbon pubblicati dal 30 settembre 2014 al 30 marzo 2022.
La serie è andata in pausa più volte a seguito di varie circostanze. Il 16 agosto 2020 è stato comunicato nel numero 38 della rivista Big Comic Spirits che la serie sarebbe entrata in pausa e che sarebbe ripresa nel corso dell'inverno 2020. Il 30 luglio 2021 viene comunicato dallo stesso autore tramite il proprio profilo Twitter che la serie si sarebbe conclusa entro la fine del 2021. In seguito è stato rivelato da Asano che il manga sarebbe giunto al termine a gennaio 2022. La serializzazione si è poi conclusa il 28 febbraio 2022.
In Italia la serie è stata pubblicata da Panini Comics sotto l'etichetta Planet Manga nella collana Asano Collection dal 23 febbraio 2017 al 29 settembre 2022.

#### Volumi
| Nº | Data di prima pubblicazione                                       | Data di prima pubblicazione                                                 | Data di prima pubblicazione | Data di prima pubblicazione |
| Nº | Giapponese                                                        | Giapponese                                                                  | Italiano                    | Italiano                    |
| -- | ----------------------------------------------------------------- | --------------------------------------------------------------------------- | --------------------------- | --------------------------- |
| 1  | 30 settembre 2014                                                 | ISBN 978-4-09-186500-7                                                      | 23 febbraio 2017            | ISBN 978-88-912-6391-9      |
| 2  | 27 febbraio 2015                                                  | ISBN 978-4-09-186857-2                                                      | 11 maggio 2017              | ISBN 978-88-912-6524-1      |
| 3  | 28 agosto 2015                                                    | ISBN 978-4-09-187260-9 (ed. regolare) ISBN 978-4-09-159212-5 (ed. limitata) | 24 agosto 2017              | ISBN 978-88-912-6596-8      |
| 4  | 29 febbraio 2016                                                  | ISBN 978-4-09-187563-1 (ed. regolare) ISBN 978-4-09-941867-0 (ed. limitata) | 6 dicembre 2017             | ISBN 978-88-912-6756-6      |
| 5  | 30 settembre 2016 (ed. regolare) 28 settembre 2016 (ed. limitata) | ISBN 978-4-09-187829-8 (ed. regolare) ISBN 978-4-09-941880-9 (ed. limitata) | 1º febbraio 2018            | ISBN 978-88-912-6808-2      |
| 6  | 30 maggio 2017 (ed. regolare) 26 maggio 2017 (ed. limitata)       | ISBN 978-4-09-189567-7 (ed. regolare) ISBN 978-4-09-941890-8 (ed. limitata) | 26 aprile 2018              | ISBN 978-88-912-6893-8      |
| 7  | 30 agosto 2018                                                    | ISBN 978-4-09-860100-4 (ed. regolare) ISBN 978-4-09-943025-2 (ed. limitata) | 28 febbraio 2019            | ISBN 978-88-912-8722-9      |
| 8  | 28 giugno 2019                                                    | ISBN 978-4-09-860354-1 (ed. regolare) ISBN 978-4-09-943052-8 (ed. limitata) | 12 dicembre 2019            | ISBN 978-88-912-9176-9      |
| 9  | 26 dicembre 2019                                                  | ISBN 978-4-09-860520-0 (ed. regolare) ISBN 978-4-09-943058-0 (ed. limitata) | 13 agosto 2020              | ISBN 978-88-912-9482-1      |
| 10 | 25 dicembre 2020                                                  | ISBN 978-4-09-860834-8 (ed. regolare) ISBN 978-4-09-943077-1 (ed. limitata) | 17 giugno 2021              | ISBN 978-88-287-6026-9      |
| 11 | 30 luglio 2021                                                    | ISBN 978-4-09-861157-7 (ed. regolare) ISBN 978-4-09-943089-4 (ed. limitata) | 16 dicembre 2021            | ISBN 978-88-287-6460-1      |
| 12 | 30 marzo 2022                                                     | ISBN 978-4-09-861293-2 (ed. regolare) ISBN 978-4-09-943102-0 (ed. limitata) | 29 settembre 2022           | ISBN 978-88-287-2127-7      |

### Anime
Nel marzo 2022 è stato annunciato che la serie avrebbe ricevuto un adattamento anime ad opera dello studio Production +h. Si tratta di un film diviso in due parti; la prima è stata proiettata in Giappone il 22 marzo 2024. La seconda parte, originariamente prevista per il 19 aprile 2024, è stata posticipata al 24 maggio seguente per migliorare la qualità del film. Il film in Italia è uscito in streaming dal 24 maggio 2024, in esclusiva su Crunchyroll sotto forma di serie.

## Accoglienza
Dead Dead Demon's Dededededestruction si è classificato al 18º posto nella guida Kono manga ga sugoi! del 2016 di Takarajimasha tra i primi venti manga per lettori di sesso maschile.
Ha vinto il premio francese "Daruma Best Drawing manga" ai Japan Expo Awards 2017. La serie è stata scelta come uno dei migliori manga al Comic-Con International Best & Worst Manga del 2018. Il manga ha ricevuto il Premio Attilio Micheluzzi 2018 per la migliore serie straniera.
Nel 2019, è stato candidato agli Eisner Award nella categoria "Migliore edizione statunitense di opere straniere – Asia".
Il manga ha vinto il Premio Shōgakukan del 2021 nella categoria generale.
Ha anche vinto un Excellence Award al 25° Japan Media Arts Festival nel 2022.